# ウーマン・イン・ブラック2 死の天使
『ウーマン・イン・ブラック2 死の天使』（ウーマン・イン・ブラック2 しのてんし、原題：The Woman in Black: Angel of Death）は、2015年制作のイギリス・カナダ・アメリカ合衆国のホラー映画。『ウーマン・イン・ブラック 亡霊の館』の続編。

## あらすじ
前作から40年後の第二次世界大戦中の1941年、孤児院の教師イヴとジーンは、ドイツ軍の空襲を避け、孤児たちの安全を求めてロンドン近郊の田舎町に疎開する。
しかし、彼らがたどり着いたのは例の「イールマーシュの館」だった。そして、館の中で子供たちが1人また1人と消えていく。彼らは再び邪悪な「ウーマン・イン・ブラック」の魂を呼び覚ましてしまったのだ。
屋敷のただならぬ気配を察知したイヴは、偶然知り合ったパイロットのハリーに調査協力を依頼するのだが…。

## キャスト
- イヴ・パーキンス：フィービー・フォックス（吹替：安藤麻吹）
- ハリー・バーンストウ：ジェレミー・アーヴァイン（吹替：宮本充）
- ジーン・ホッグ：ヘレン・マックロリー（吹替：竹村叔子）
- ローズ博士：エイドリアン・ローリンズ
- エドワード：オークリー・ペンダーガスト
- トム：ジュード・ライト
- アーミット・ジェイコブ：ネッド・デネヒー
- ウーマン・イン・ブラック：リアン・ベスト

吹替その他、松浦裕美子